# Soluňská fronta
Soluňská či Makedonská fronta je termín, kterým se označuje oblast bojů na Balkáně během první světové války. Vznikla na podzim 1915 snahou Dohody pomoci Srbskému království v boji proti spojeným silám Německého císařství, Rakousko-Uherska a Bulharského carství. Posily Srbsku přišly příliš pozdě a v nedostatečném množství, takže nedokázaly pádu Srbska a jeho obsazení Ústředními mocnostmi zabránit. Navíc byla přítomnost dohodových jednotek komplikována politickou krizí v Řecku (v této době zde probíhal takzvaný národní rozkol). Později se podařilo dohodovým vojskům stabilizovat frontu od pobřeží Jaderského moře v Albánii až po řeku Strumu tekoucí částmi Řecka a Bulharska. Již před vyřešením národního rozkolu se přidali k dohodovým vojskům i Řekové.
Armády si po většinu času podél fronty podržely stejné postavení, a to až do září 1918, kdy začala spojenecká ofenzíva vedoucí ke kapitulaci Bulharska a osvobození Srbska. Na začátku tohoto měsíce totiž dostala vojska na Soluňské frontě rozkaz zahájit ofenzivu na území držené nepřítelem. Hlavní úder ve směru na Kozjak, Sokol a Dobro Polje začal 15. září. S mohutnou francouzskou pomocí byla brzy poražena bulharská armáda a německá vojska se dala na útěk. V rozhodujícím střetu u města Demir Kapija na jihu severní Makedonie pak byla rakousko-německá armáda poražena a postup srbských vojsk na sever překonával pochodové tempo. Další významný střet, ve kterém Němci a Rakušané opět prohráli, byla bitva u Niše. Na konci října dosáhla srbská vojska spolu s francouzskými Bělehradu.
Vzhledem k tomu, že se dohodová (srbská) vojska tím pádem nacházela na samé hranici Rakousko-Uherska a samotná monarchie byla v rozkladu (Československo vyhlásilo nezávislost 28. října 1918, Stát Slovinců, Chorvatů a Srbů dne 1. listopadu 1918), zažádali uherští představitelé v poslední možné chvíli o příměří. Dne 10. listopadu, deset dní po osvobození Bělehradu se totiž ještě francouzská armáda připravovala na překročení Dunaje a výpad do dolních Uher.